# Копан (жилой дом)

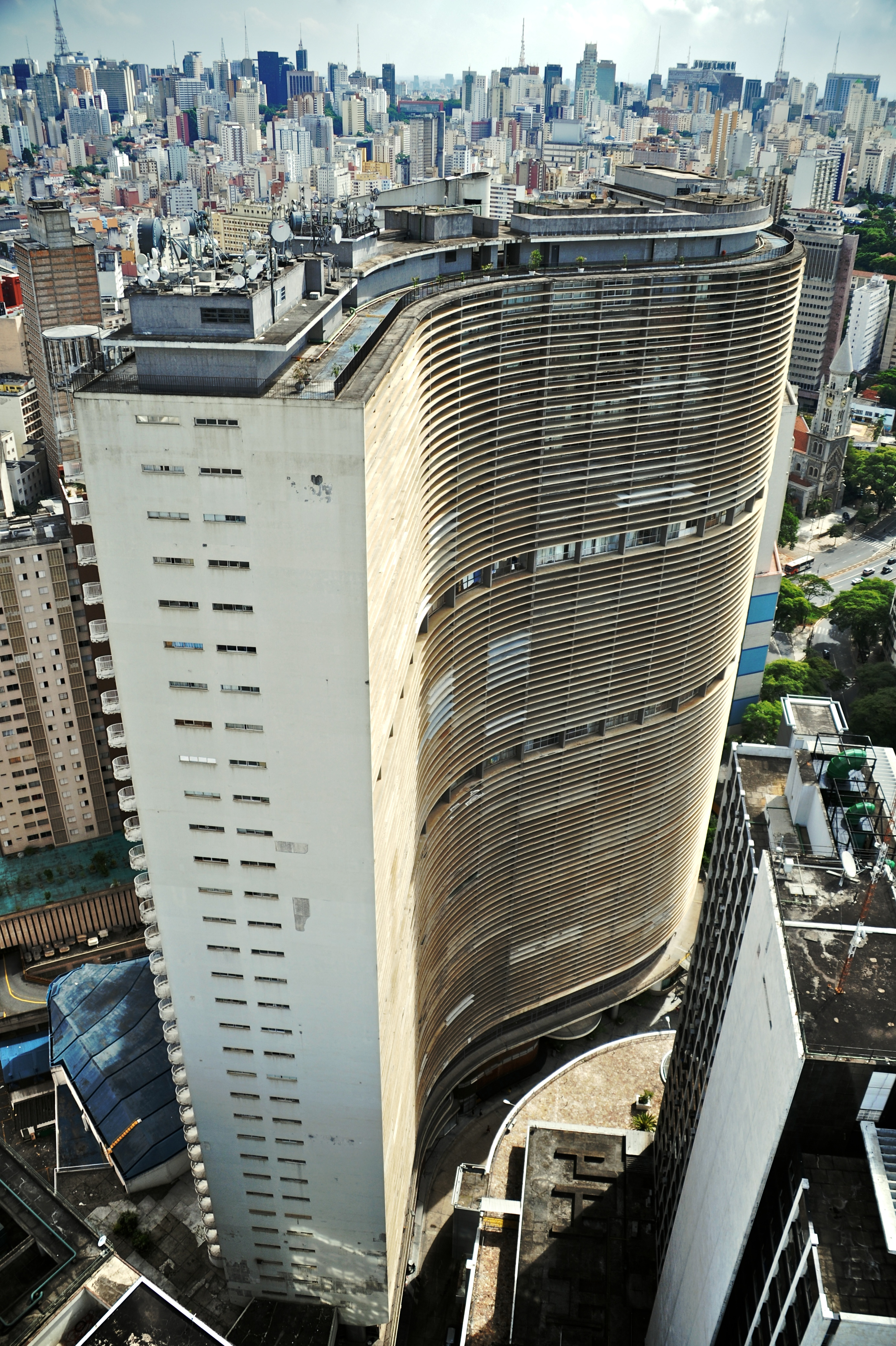
здание «Копан».

«Копан» (порт. Edifício Copan)  — жилое здание, построенное в Сан-Паулу в 1966 году по проекту Оскара Нимейера. Строительство было начато в 1957. Название никак не связано с городом майя в Гондурасе и является сокращением от Companhia Pan-Americana de Hotéis e Turismo (Панамериканская компания по отелям и туризму).
Дом состоит из шести блоков, пристроенных друг к другу. Все блоки связаны друг с другом в трёх местах: крыша, торговая галерея и цокольные этажи. По проекту архитектора здание должно быть в форме волны и стать самым большим жилым зданием в мире. Высота — 140 м, 38 этажей, 1160 квартир и примерно 5000 жителей. Мэрия Сан-Паулу выделила собственный индекс (CEP: 01046-925) зданию ввиду его густонаселённости.
Здание обслуживает 100 человек техперсонала. Первый этаж имеет 10 572,80 м² площади, где расположены рестораны, почтовое отделение, церковь, турагентство и многое другое. На крыше здания расположены: терраса, вертолётная площадка и пункт дорожной полиции для наблюдения за пробками. Вдоль всей плоскости дома на уровне каждого этажа имеется запланированный архитектором козырёк от солнца шириной 1.45 м и толщиной 10 см